# Хрихори Верјовка
Григориј Хуријевич Верјовка (укр. Григорій Гурійович Верьовка, Березна, 25. децембар 1895  –  Кијев, 21. октобар 1964) био је совјетски и украјински композитор и управник хора.
Најпознатији је по томе што је 1943. године основао реномирани хор Верјовка и потом га дуго водио и стекао међународно признање и био је вишеструко награђиван. Верјовка је такође био професор дириговања на Кијевском конзерваторијуму, где је радио заједно са истакнутим појединцима у бранши, укључујући; Болеслава Јаворског, Александра Кошеца, Миколу Леонтовича и Михаила Верикивског.
Верјовка је рођена у старом козачком граду Березна (данас насеље градског типа ). Године 1916. завршио је Черниговску богословију. У периоду 1918−21. Верјовка је студирао у музичкој школи Лисенко (претходница Кијевског конзерваторијума ) где је изучавала музичку композицију Болеслава Јаворског под диригентском палицом Александра Орлова . Године 1933. добио је екстерну диплому на институту.
Од 1923. Верјовка је наставио да ради на Институту Лисенко, а касније (од 1934) на Кијевском конзерваторијуму. Током Другог светског рата 1941−45. био је научник Института за уметност, фолклор и етнологију Рилског.
Године 1943. у Харкову, Верјовка је организовао свој познати хор и до своје смрти био његов уметнички директор и главни диригент. У периоду 1948−52. био је на челу Националне уније композитора Украјине.